# IC 4565
IC 4565 ist eine Spiralgalaxie vom Hubble-Typ Sc im Sternbild Bärenhüter am Nordsternhimmel. Sie ist schätzungsweise 266 Millionen Lichtjahre von der Milchstraße entfernt.
Das Objekt wurde am 20. August 1890 von Edward Barnard entdeckt.